# Dan Doboș
Dan Nicolae Doboș (n. 31 iulie 1970, Iași) este un jurnalist și scriitor român. Este cunoscut datorită Trilogiei Abației (2002-2005), considerată a fi prima trilogie din science fiction-ul românesc și una dintre cele mai importante opere SF din această țară.

## Biografie
Dan Doboș s-a născut în 1970 la Iași. A absolvit liceul „Emil Racoviță” Iași și Facultatea de Inginerie Chimică din cadrul Universității tehnice „Gh. Asachi” Iași, cu o licență în tehnologia produselor cosmetice. Ulterior a devenit redactor-șef al cotidianului Evenimentul, regional al Moldovei și membru al cenaclului de anticipație Quasar din Iași.
Dan Doboș este căsătorit și are un copil.

## Cariera scriitoricească
În perioada 1987-1989 Dan Doboș a participat la Matineul de Proză condus de criticul Val Condurache, care i-a decernat în 1989 premiul al doilea pentru schița "Stelea" în cadrul concursului național pe care îl organiza. Din 1988 a devenit membru al cenaclului Quasar din Iași, în al cărui fanzin a publicat numeroase schițe și povestiri. Între 1992 și 2001 a coordonat suplimentul science fiction SuperNova, în anul 1993 publicând prima sa povestire, "Scrânciobul", în Jurnalul SF. În 1994 a câștigat două premii în cadrul Consfătuirii Naționale SF, Atlantykron și a devenit redactor-colaborator al cotidianului ieșean Evenimente, în cadrul căruia a publicat în foileton "Inspectorul Rogers" (1994-1997) și "Aventurile lui Bimbilonius" (1996-1998).
Debutul în volum s-a produs în 1999 cu romanul pentru adolescenți Elefantul în bostănărie, urmat de publicarea povestirilor "Scrânciobul" (2001) în antologia Quasar 001 și "Gambitul lui Carly" (2001) în antologia Nautilus, ultimul text fiind recompensat cu premiul Quasar 2001 pentru "Cea mai bună schiță".
Dan Doboș a devenit faimos odată cu publicarea Trilogiei Abația (2002-2005), proiect ale cărui baze le-a pus împreună cu directorul din acea perioadă a editurii Nemira, Vlad Popescu și care a fost comparat cu Fundația lui Isaac Asimov și Dune a lui Frank Herbert. Primul roman al trilogiei a fost recompensat în anul 2003 cu premiul Vladimir Colin pentru "Cel mai bun roman SF al anului 2002", a fost nominalizat la premiul pentru "Cel mai bun roman SF european" în cadrul Convenției Europene de science fiction din 2006 și a fost tradus în Statele Unite ale Americii în 2010.
În anul 2011 a apărut DemNet, prima carte a unei noi serii.
În afara de povestiri, romane și editoriale, Dan Doboș mai scrie piese de teatru și este traducător.

## Opera

### Romane

#### Trilogia Abația
- Abația (2002) - reeditat în 2008, 2015
- Blestemul Abației (2003) - reeditat în 2015
- Abația infinită (2005) - reeditat în 2015
- The Abbey (2010) - publicat în limba engleză
- Abația (2011) - ediție omnibus cuprinzând cele trei cărți ale trilogiei
- Trilogia Abației (2014) - ediție omnibus cuprinzând cele trei cărți ale trilogiei

#### Alte romane
- Elefantul în bostănărie (1999) - reeditat în 2007
- DemNet (2011)

### Culegeri de povestiri
- Gheorghe, un om special (2007)
- eu 2.0 (2015)

## Traduceri
- 2002 - Trilogia Nomilor: În camion, În excavator și În navă - Terry Pratchett (reeditată în 2007)
- 2007 - Familia Puhoi: Vecinii și La școală - Colin Thompson
- 2008 - Tunele volumele 1, 2 și 3 - Roderick Gordon și Brian Williams
- 2009 - Aici, în tărâmul dragonilor - James A. Owen
- 2009 - Porți de cristal: Insula - Rebecca Moesta și Kevin J. Anderson
- 2018 - Seria Frăția corbilor de Maggie Stiefvater[5]

## Premii
- Premiul pentru schiță și Premiul pentru nuvelă, în cadrul Consfătuirii Naționale SF, Atlantykron, din 1994
- Premiul Quasar 2001 pentru cea mai bună schiță a anului - Gambitul lui Carly
- Premiul Convenției Naționale de Science Fiction, ROMCON 2003, pentru cel mai bun volum publicat în anul 2002 - Abația
- Premiul Convenției Naționale de Science Fiction, ROMCON 2004, pentru cel mai bun volum publicat în anul 2003 - Blestemul Abației
- Premiile „Vladimir Colin” pentru literatură SF din 2006 - Premiul I - Dan Doboș, pentru Trilogia Abației (apărută la editurile Nemira și Media-Tech)